# Karl Kruhs
Karl Fredrik Kruhs, född 10 december 1841 i Falun, död 29 oktober 1917 i Stockholm, var en svensk bokförläggare. Han var bror till Daniel August Kruhs.
Karl Kruhs var son till konstförvanten Daniel Kruhs. Efter genomgången folkskola anställdes han 1857 hos bokhandlaren Carl Nordin i Falun. Han var därefter verksam som medhjälpare i Samson & Wallins bokhandel i Stockholm och skaffade sig där stor kännedom om svensk och utländsk litteratur. Den i Stockholm 1837 grundade C. E. Fritzes kungliga hovbokhandel övertogs 1870 av Kruhs och Bernhard Söderberg, under vilkas ledning den utvecklades till en av Sveriges största bokhandlar. Efter några år utvidgades affären till att även omfatta förläggarverksamhet, och 1907 utbröts ur firma C. E. Fritzes bokförlags AB, där Kruhs var VD till sin död. Karl Kruhs var bland annat Oscar Levertins och Ernst Ahlgrens första förläggare. August Strindbergs Svenska folket (1882) med Carl Larssons illustrationer var en av förlagets bästa affärer, och Kruhs kom flitigt att engagera Carl Larsson som illustratör. Förutom skönlitteratur kom förlaget att specialisera sig på skolböcker och lantbrukslitteratur. Kruhs var 1859–1903 vice ordförande i Svenska bokförläggareföreningen. Han är gravsatt på Norra begravningsplatsen utanför Stockholm.